# Godfred Hansen
Pour les articles homonymes, voir Hansen.
Godfred Hansen, né le 23 février 1876 à Copenhague où il est mort le 27 mai 1937 est un officier de marine et explorateur danois.

## Biographie
Fils de Hans Nicolai Hansen, il devient officier de marine en 1897 et capitaine-commandant en 1927. Il est nommé adjudant du roi à partir de 1919.
De 1903 à 1906, il est commandant en second de l'expédition Gjøa de Roald Amundsen à travers le passage du Nord-Ouest. Au cours de l'expédition, il effectue, avec Peder Ristvedt (no), une importante exploration de la côte est de l'île Victoria et, en 1905, cartographie cette zone côtière jusqu'alors inconnue.
Capitaine d'un bateau à vapeur en Islande de 1912 à 1914, en 1919-1920, il dirige une expédition sur la côte ouest du Groenland. L'expédition fait partie de l'expédition « Maud » de Roald Amundsen et doit aménager des dépôts le plus au nord possible sur l'île d'Ellesmere. Le dépôt est censé servir de sauvetage pour Amundsen et ses hommes après le passage du pôle Nord. L'expédition de Godfred Hansen parcourt une distance de 700 kilomètres en compagnie de chiens et d'Inuits. Mais Amundsen n'atteint pas le pôle et le dépôt n'a donc jamais été utilisé.
En 1932, l'expédition Gefion nomme une île de Dove Bay, au sud-ouest de Danmarkshavn, île Godfred Hansens, anciennement connue sous le nom d'île Olgas et d'île Ragnas. Le nom n'est approuvé qu'après la mort de Godfred Hansen.

## Honneurs et distinctions
- En 1906, il reçoit la Médaille danoise du mérite en or[4].
- En 1919, il devient Chevalier de l'Ordre de Dannebrog[4].
- En 1921, il reçoit la médaille Hans Egede[4].
- En 1933, il devient commandant du 2e degré de l'Ordre de Dannebrog[4].